# 儀鳳
儀鳳（ぎほう）は、唐の高宗李治の治世に使用された元号。676年 - 679年。

## 西暦・干支との対照表
| 儀鳳 | 元年  | 2年   | 3年   | 4年   |
| 西暦 | 676年 | 677年 | 678年 | 679年 |
| 干支 | 丙子  | 丁丑  | 戊寅  | 己卯  |